# Rivierklei

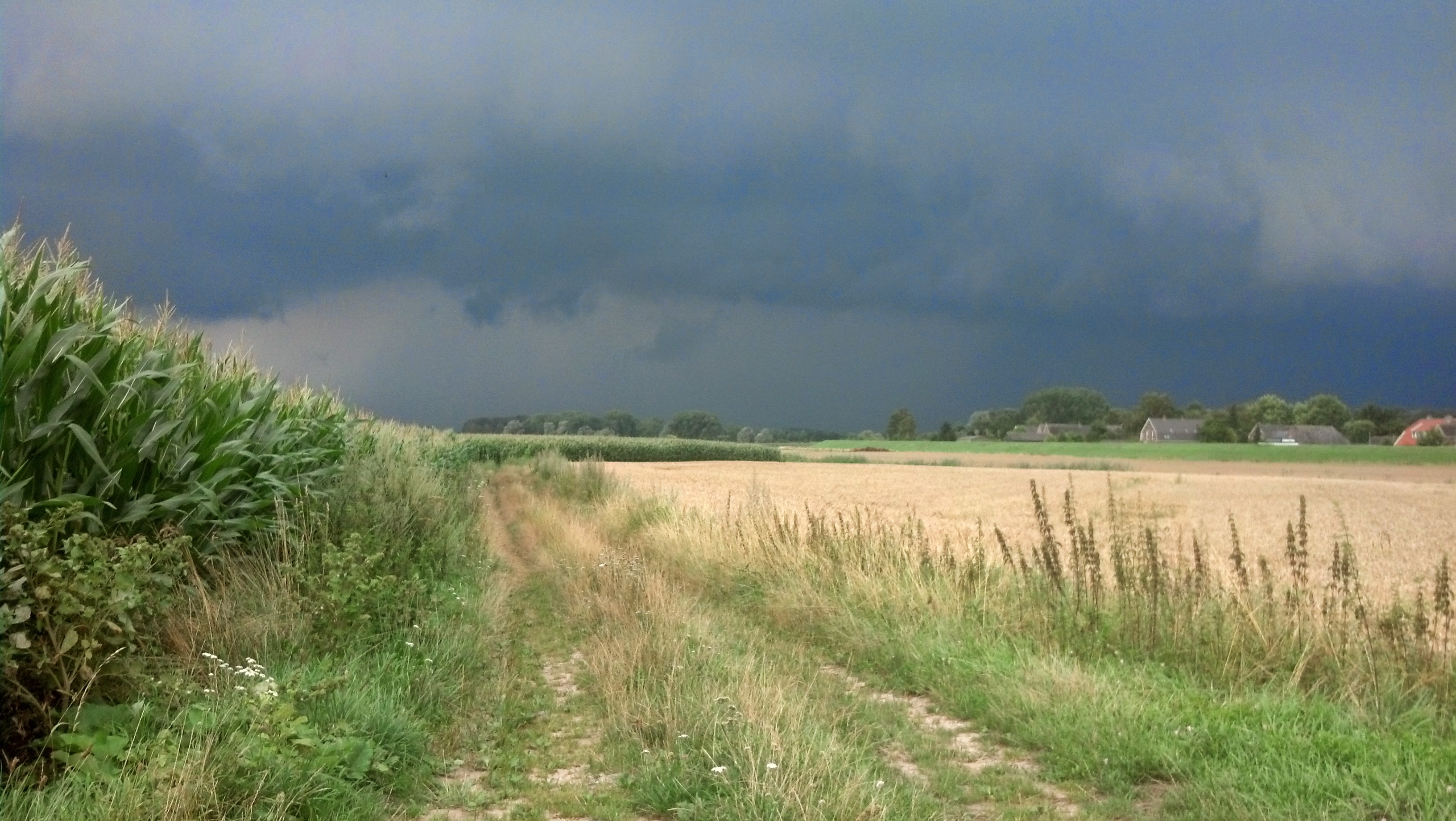
Kleipolder langs de IJssel bij Wilp

Rivierklei of fluviatiele klei is een klei die door stromend rivierwater in een riviervlakte is afgezet.  

## Rivierklei in Nederland
In het Nederlandse rivierlandschap wordt rivierklei gebruikt voor het maken van baksteen. Het is een relatief jonge klei, bestaande uit fijne korrels. In de uiterwaarden stonden vanwege de aanwezigheid van rivierklei veel steenfabrieken. Geoxideerde rivierklei is bruin, gereduceerde klei is grijs van kleur. De Nederlandse zeeklei is meestal grijsbruin tot grijsblauw.
Een specifiek soort rivierklei is komklei, bestaande uit zeer fijne deeltjes die in laaggelegen gebied verder van de rivier werden afgezet. Deze grond is moeilijk te ontwateren en daardoor meer geschikt voor grasland dan voor akkerbouw.

## Bodem en landschap
Rivierkleigebieden vormen een afzonderlijk landschapstype, dat vooral in het midden van Nederland voorkomt. 
In het rivierkleigebied komen verschillende meer of minder humeuze, zandige  of kleiige bodemtypes voor. Zoals polder-, nes-, ooi- en drechtvaaggronden, alsmede liedeerdgronden. Daarnaast vinden we in het rivierengebied waard- en weideveengronden met een dun kleidek. Stroomopwaarts in het rivierengebied komen ook brikgronden ("oude rivierklei") voor, die door overspoeling zijn ontstaan.